# Soliva
Soliva, biljni rod iz porodice glavočika, dio podtribusa Cotulinae. Sastoji se od dnekoliko vrsta iz Južne Amerike

## Vrste
Plants of the World:
1. Soliva anthemifolia (Juss.) R.Br.
2. Soliva macrocephala Cabrera
3. Soliva mexicana DC.
4. Soliva sessilis Ruiz & Pav.
5. Soliva stolonifera (Brot.) Loudon
6. Soliva triniifolia Griseb.

Global Compositae Database
1. Soliva anthemidifolia (Juss.) Sweet
2. Soliva anthemifolia (Juss.) Sweet
3. Soliva macrocephala Cabrera
4. Soliva sessilis Ruiz & Pav.
5. Soliva stolonifera (Brot.) R.Br. ex Sweet
6. Soliva stolonifera (Brot.) R.Br. ex G.Don
7. Soliva triniifolia Griseb.

## Vanjske poveznice
|  | Zajednički poslužitelj ima još gradiva o temi Soliva |
|  | Wikivrste imaju podatke o taksonu Soliva             |